# Hadas Krisztina
Hadas Krisztina (Budapest, 1971. március 26. – Budapest, II. kerület, 2024. október 31.) magyar újságíró, szerkesztő, riporter, egyetemi oktató.

## Élete
Általános és középiskolai tanulmányait az ELTE Radnóti Miklós Gyakorlóiskola és Gimnázium tanulójaként végezte. A Színház- és Filmművészeti Főiskola tévé- és dokumentumfilm-rendező szakára járt 1996 és 1999 között. 1992-ben a Magyar Rádiónál, a Krónika című műsorban kezdte pályafutását, majd 1994-től a Magyar Televízió Objektív és Zóna műsorok szerkesztő-riportere, később pedig a Lázmérő felelős szerkesztője. 1996-tól az RTL Klub kereskedelmi televíziós csatorna Frei Dosszié, Akták és a Híradó műsorok szerkesztő-riportere.
2000-ben került a TV2 kereskedelmi televíziós csatornához. Nevéhez fűződik az Igazi vészhelyzetben, illetve a Gyerekkórház című dokumentumfilm-sorozat. Munkájáért megkapta a Magyar Orvosi Kamara médiadíját, két alkalommal pedig az év televíziós szerkesztő-riporterének választotta a szakma. 
2001–2012 között szerkesztő riporter a fénykorát élő Napló című heti riportmagazinban. 2004-től az Aktív és a Magellán című műsorok főszerkesztője. 2007-2010 között az aktuális műsorok vezető szerkesztőjeként felelt az Aktív, a Napló és a Mokka műsorokért. 
2012–2014 között az RTL II csatorna Forró nyomon című műsorának főszerkesztője, 2014-ben Nagyszám – 100 dal, melyet egy ország dúdolt címmel előkészítette a magyar könnyűzene történetét bemutató, hiánypótló riportsorozatát, majd 2014-2016 között az RTL Klub Keresem a családom című műsorát főszerkesztette. 2018-ban a Spektrum csatorna felkérésére főszerkesztette a Volt egyszer egy vadkelet című négyrészes dokumentumsorozatot, amelyben Emir Kusturica szerepel narrátorként. 2019-ben a TV2 Újratervezés című műsorának főszerkesztője.
2012 novemberében könyv formájában is megjelent a Baba Magazinban leközölt írásainak gyűjteménye Egy tökéletlen anya naplója címmel, melyet 2018-ban az Anyasors című sikerkönyv követett.
2015-től a Jön a baba Hadas Krisztával című dokureality-sorozat főszerkesztője és műsorvezetője. A sorozat első két évada a LifeNetwork csatornán, a harmadik az RTL II csatornán, míg a negyedik a Spektrum Home csatornán volt látható. A sorozat jelenleg Hadas Krisztina saját Youtube csatornáján fut.
2020-tól szerkesztő-riporterként visszatért a Napló családba, ezúttal az ATV csatornán futó Heti Napló Sváby Andrással kötelékében. Ennek keretében készítette el a 2022 májusában bemutatásra kerülő egész estés dokumentumfilmjét Menekülők – Hosszú út a túlélésért címmel. A dokumentumfilm a háború elől menekülő ukrán családokat kíséri el Moldovától Németországig tartó útjukon.

### Magánélete
Nagyszülei holokauszt-túlélők voltak. Édesapja fotóriporter, édesanyja külkereskedelmi vezető volt. Első házasságából, Kakuk Györggyel lánya született, Kakuk Sára (1994). Veje Dóra Béla színész. Második férje Balassa János, akivel közös gyermekük Zsigmond (2010).

### Oktatói pályafutása
Óraadó tanár volt a Színház és Filmművészeti Főiskolán. A Réz András vezette Werk Akadémián, valamint a TV2 Akadémián is tanított. Emellett a Dunaújvárosi Főiskola Déri János Kommunikációs Intézetének szakmai igazgatója, 2015-től pedig a Budapesti Metropolitan Egyetem oktatója volt.

## Halála
2024. október 31-én Budapesten, a Fény utcai piacon vásárolt, amikor váratlanul rosszul lett. A kiérkező mentők próbálták újraéleszteni, sikertelenül. Sajtóinformációk szerint halálát szívroham okozhatta.
2024. november 10-én helyezték örök nyugalomra a Kozma utcai izraelita temetőben.

## Művei
- Egy tökéletlen anya naplója; Alexandra, Pécs, 2012
- Anyasors. A Jön a baba szereplői tovább mesélnek; Bookline–Libri, Budapest, 2019

## Díjai, elismerései
- Prima Primissima díj – Közönségdíj, Príma díj, Magyar ismeretterjesztés és média kategória (2022)[12] [13]
- Bujtor István Filmfesztivál – Legjobb televíziós riportfilm (Menekülők – Hosszú út a túlélésért) (2022) [14]
- Jahorina Filmfesztival – Golden Maple Award for Best Documentary TV Film (Untold Stories of Eastern Europe with Emir Kusturica) (2019) [15]
- Az év médiaszemélyisége (2004) [16]
- Az év szerkesztő-riportere (2002, 2003) [16]
- Magyar Orvosi Kamara – Szakmai Díj (2001) [17]